# Ammobates persicus
Ammobates persicus là một loài Hymenoptera trong họ Apidae. Loài này được Mavromoustakis mô tả khoa học năm 1968.